# Mouflaines
Mouflaines ist eine französische Gemeinde mit 162 Einwohnern (Stand 1. Januar 2022) im Département Eure in der Region Normandie (vor 2016 Haute-Normandie). Sie gehört zum Arrondissement Les Andelys und zum Kanton Gisors. Die Einwohner werden Mouflainois genannt.

## Geographie
Mouflaines liegt etwa 55 Kilometer ostsüdöstlich von Rouen. Umgeben wird Mouflaines von den Nachbargemeinden Richeville im Nordwesten und Norden, Sainte-Marie-de-Vatimesnil im Norden, Villers-en-Vexin im Osten, Vexin-sur-Epte im Süden sowie Harquency im Westen.

## Bevölkerungsentwicklung
| Jahr                       | 1962 | 1968 | 1975 | 1982 | 1990 | 1999 | 2006 | 2019 |
| Einwohner                  | 154  | 160  | 161  | 144  | 115  | 112  | 143  | 164  |
| Quellen: Cassini und INSEE |      |      |      |      |      |      |      |      |

## Sehenswürdigkeiten
- Kirche Saint-Brice aus dem 19. Jahrhundert
- Schloss aus der zweiten Hälfte des 18. Jahrhunderts
- Mühlenruine von Mouflaines aus dem 17. Jahrhundert, seit 1974 Monument historique

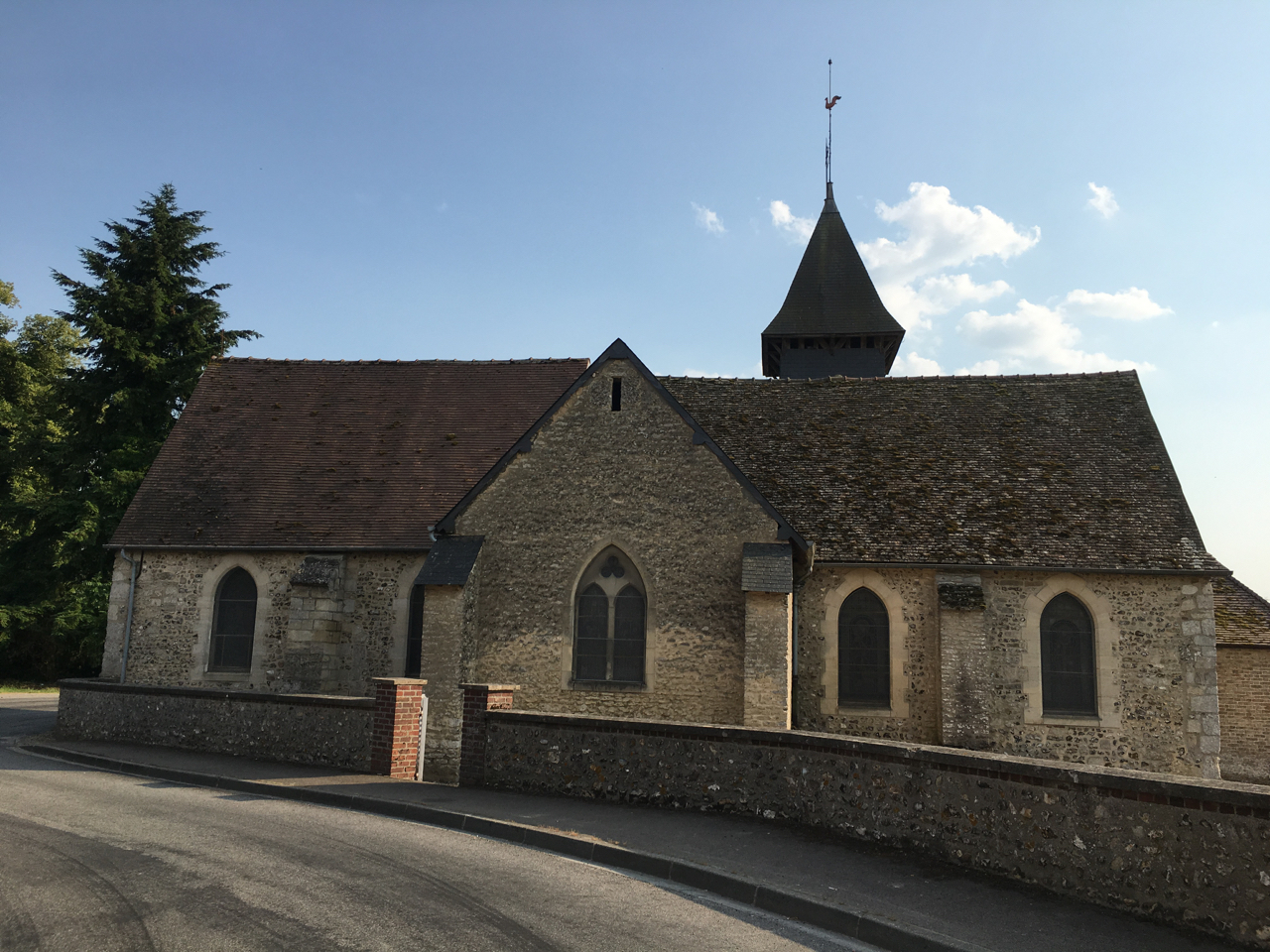
Kirche Saint-Brice
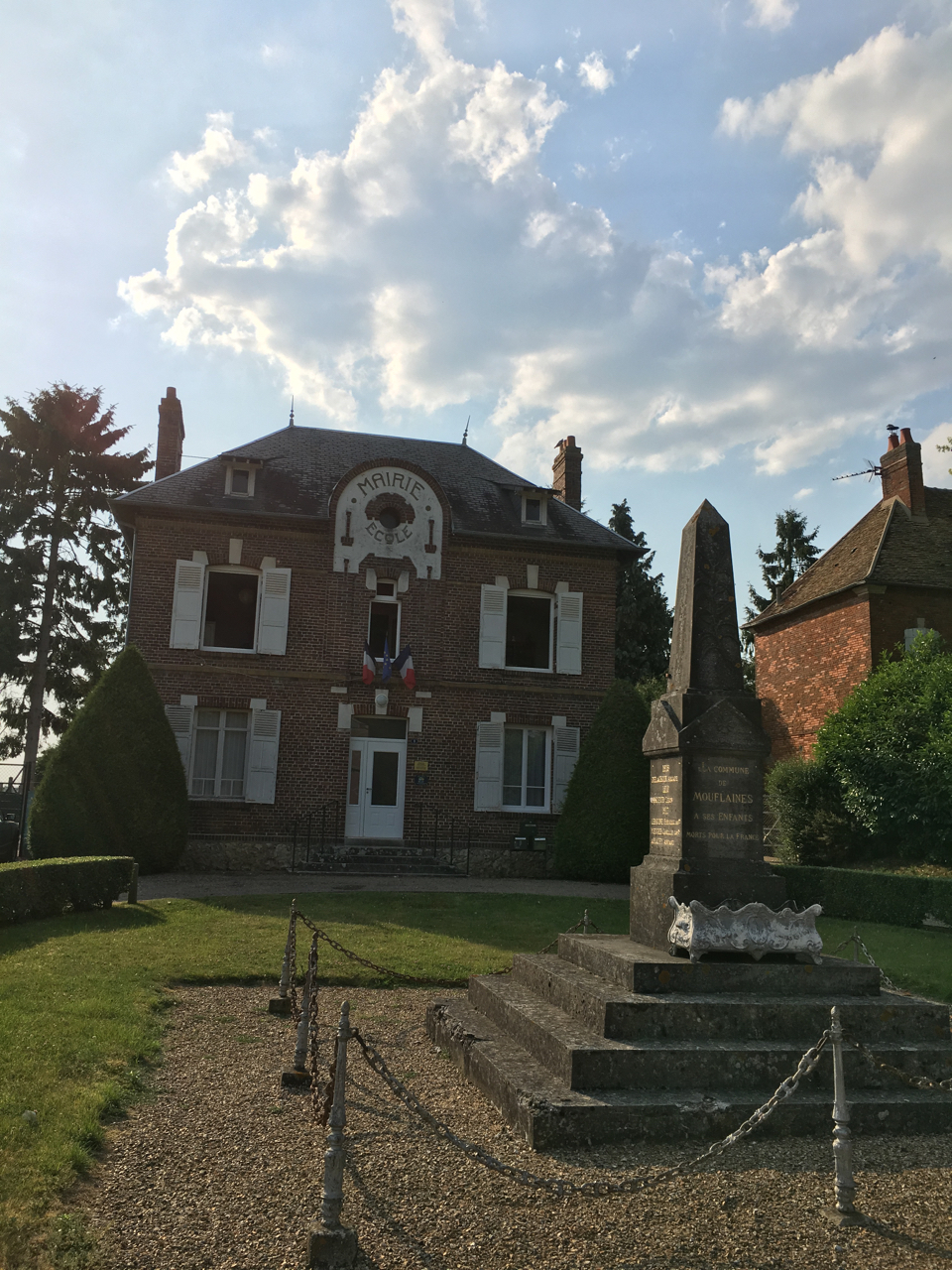
Rathaus